# 44-я сессия Комитета всемирного наследия ЮНЕСКО
Расширенная 44-я се́ссия Комите́та Всеми́рного насле́дия ЮНЕ́СКО прошла в городе Фучжоу (Китай) и в режиме онлайн с 16 по 31 июля 2021 года под председательством заместителя министра образования КНР Тяня Сюэцзюня. В работе сессии приняли участие делегации от 21 страны-члена Комитета всемирного наследия, а также наблюдатели от государств-сторон Конвенции об охране культурного и природного наследия 1972 года. Изначально сессия должна была пройти летом 2020 года, но была перенесена из-за пандемии COVID-19.
На рассмотрение Комитета было представлено 39 номинаций, в том числе 3 номинации на значительное изменение границ. Кроме того, было предложено рассмотреть состояние 255 объектов всемирного наследия, включая 53 объекта из списка всемирного наследия, находящегося под угрозой.
В результате работы сессии список пополнился 34 новыми объектами (29 по культурным критериям, 5 по природным), 3 объекта были расширены, один объект («Ливерпуль — город мореходов и торговцев») был исключён. Кроме того, были внесены изменения в список всемирного наследия, находящегося под угрозой. Данный список пополнился одним объектом, и ещё два объекта (в том числе лишённый статуса объекта всемирного наследия «Ливерпуль — город мореходов и торговцев») были из него исключены.
По состоянию на 31 июля 2021 года в списке всемирного наследия находилось 1154 объекта из 167 стран мира. Список всемирного наследия, находящегося под угрозой, состоял из 52 объектов в 33 странах мира.

## Изменения в списке всемирного наследия

### Объекты, внесённые в список
| #  | Изображение | Название | Страна                                                       | №    | Критерии    |
| -- | ----------- | --- | ------------------------------------------------------------ | ---- | ----------- |
| 1  |             | Ас-Сальт — место терпимости и городского гостеприимства (англ. As-Salt - The Place of Tolerance and Urban Hospitality) | Иордания                                                     | 689  | ii, iii     |
| 2  |             | Лесной комплекс Каенг Крачан (англ. Kaeng Krachan Forest Complex) | Таиланд                                                      | 1461 | x           |
| 3  |             | Горнопромышленный ландшафт Рошия-Монтанэ (англ. Roșia Montană Mining Landscape) | Румыния                                                      | 1552 | ii, iii, iv |
| 4  |             | Колонии милосердия (англ. Colonies of Benevolence): а) Фредериксоорд-Вилхелминаоорд (Нидерланды) б) Вортел (Бельгия) в) Венхёйзен (Нидерланды) | Бельгия Нидерланды                                           | 1555 | ii, iv      |
| 5  |             | Цюаньчжоу: мировой центр торговли в Китае эпохи династий Сун-Юань (англ. Quanzhou: Emporium of the World in Song-Yuan China) | Китай                                                        | 1561 | iv          |
| 6  |             | Храм Какатия — Рудрешвара (Рамаппа), штат Телангана (англ. Kakatiya Rudreshwara (Ramappa) Temple, Telangana) | Индия                                                        | 1570 | i, iii      |
| 7  |             | Остров Амами-Осима, остров Токуносима, северная часть острова Окинава и остров Ириомотэ (англ. Amami-Oshima Island, Tokunoshima Island, Northern part of Okinawa Island, and Iriomote Island) | Япония                                                       | 1574 | x           |
| 8  |             | Транс-иранская железная дорога (англ. Trans-Iranian Railway) | Иран                                                         | 1585 | ii, iv      |
| 9  |             | Гетбол, приливно-отливные равнины в Корее (англ. Getbol, Korean Tidal Flats) | Республика Корея                                             | 1591 | x           |
| 10 |             | Укреплённые рубежи Римской империи — Дунайские рубежи (западный сегмент) (англ. Frontiers of the Roman Empire – The Danube Limes (Western Segment)) | Австрия Германия Словакия                                    | 1608 | ii, iii, iv |
| 11 |             | Работа инженера Эладио Диесте: Церковь Атлантиды (англ. The work of engineer Eladio Dieste: Church of Atlántida): | Уругвай                                                      | 1612 | iv          |
| 12 |             | Великие курортные города Европы (англ. The Great Spa Towns of Europe): а) Баден (Австрия) б) Спа (Бельгия) в) Франтишкови-Лазне (Чехия) г) Карловы Вары (Чехия) д) Марианске-Лазне (Чехия) е) Виши (Франция) ж) Бад-Эмс (Германия) з) Баден-Баден (Германия) и) Бад-Киссинген (Германия) к) Монтекатини-Терме (Италия) л) Бат (Великобритания) | Австрия Бельгия Великобритания Германия Италия Франция Чехия | 1613 | ii, iii     |
| 13 |             | Матильденхёэ, Дармштадт (англ. Mathildenhöhe Darmstadt) | Германия                                                     | 1614 | ii, iv      |
| 14 |             | Колхидские тропические леса и водно-болотные угодья (англ. Colchic Rainforests and Wetlands) | Грузия                                                       | 1616 | ix, x       |
| 15 |             | Пасео-дель-Прадо и Буэн Ретиро, ландшафт искусств и наук (англ. Paseo del Prado and Buen Retiro, a landscape of Arts and Sciences) | Испания                                                      | 1618 | ii, iv, vi  |
| 16 |             | Культурный район Хима (англ. Ḥimā Cultural Area) | Саудовская Аравия                                            | 1619 | iii         |
| 17 |             | Сад Роберто Бурле-Маркса (англ. Sítio Roberto Burle Marx) | Бразилия                                                     | 1620 | ii, iv      |
| 18 |             | Курган Арслантепе (англ. Arslantepe Mound) | Турция                                                       | 1622 | iii         |
| 19 |             | Циклы фресок XIV века в Падуе (англ. Padua's fourteenth-century fresco cycles): а) Капелла Скровеньи б) Палаццо делла Раджоне в) Базилика Святого Антония г) Ораторий Святого Михаила | Италия                                                       | 1623 | ii          |
| 20 |             | Археоастрономический комплекс Чанкильо (англ. Chankillo Archaeoastronomical Complex) | Перу                                                         | 1624 | i, iv       |
| 21 |             | Кордуанский маяк (англ. Cordouan Lighthouse) | Франция                                                      | 1625 | i, iv       |
| 22 |             | Укреплённые рубежи Римской империи — Нижнегерманские рубежи (англ. Frontiers of the Roman Empire – The Lower German Limes) | Германия Нидерланды                                          | 1631 | ii, iii, iv |
| 23 |             | Доисторические памятники Дзёмон на севере Японии (англ. Jomon Prehistoric Sites in Northern Japan) | Япония                                                       | 1632 | iii, v      |
| 24 |             | Сланцевый ландшафт Северо-Западного Уэльса (англ. The Slate Landscape of Northwest Wales) | Великобритания                                               | 1633 | ii, iv      |
| 25 |             | Поселение и искусственная мумификация культуры Чинчорро в регионе Арика и Паринакота (англ. Settlement and Artificial Mummification of the Chinchorro Culture in the Arica and Parinacota Region): | Чили                                                         | 1634 | iii, v      |
| 26 |             | Ницца, зимний курортный город Ривьеры (англ. Nice, Winter Resort Town of the Riviera) | Франция                                                      | 1635 | ii          |
| 27 |             | Объекты в городах ШУМ — Шпайере, Вормсе и Майнце (англ. ShUM Sites of Speyer, Worms and Mainz) | Германия                                                     | 1636 | ii, iii, vi |
| 28 |             | Работы Йоже Плечника в Любляне — городской дизайн, ориентированный на человека (англ. The works of Jože Plečnik in Ljubljana – Human Centred Urban Design) | Словения                                                     | 1643 | iv          |
| 29 |             | Дхолавира: хараппский город (англ. Dholavira: a Harappan City) | Индия                                                        | 1645 | iii, iv     |
| 30 |             | Культурный ландшафт Хавраман / Ураманат (англ. Cultural Landscape of Hawraman/Uramanat) | Иран                                                         | 1647 | iii, v      |
| 31 |             | Мечети в суданском стиле на севере Кот-д’Ивуара (англ. Sudanese style mosques in northern Côte d’Ivoire) | Кот-д’Ивуар                                                  | 1648 | ii, iv      |
| 32 |             | Портики Болоньи (англ. The Porticoes of Bologna) | Италия                                                       | 1650 | iv          |
| 33 |             | Национальный парк Ивиндо (англ. Ivindo National Park) | Габон                                                        | 1653 | ix, x       |
| 34 |             | Петроглифы Онежского озера и Белого моря (англ. Petroglyphs of Lake Onega and the White Sea) | Россия                                                       | 1654 | iii         |

### Расширение объектов
| # | Изображение | Название | Изменения | Страна | №    | Год внесения в список         |
| - | ----------- | --- | --- | --- | ---- | ----------------------------- |
| 1 |             | Монастыри начала XVI века на склонах вулкана Попокатепетль (англ. Dutch Water Defence Lines)                                                                 | Включение францисканского ансамбля монастыря и собора Успения Пресвятой Богородицы в городе Тласкала-де-Хикотенкатль                                   | Мексика | 702  | 1994                          |
| 2 |             | Голландская линия водной обороны (англ. Dutch Water Defence Lines)                                                                                           | Расширение объекта «Защитные укрепления Амстердама»: включение Новой голландской ватерлинии, форта Верк IV, затопленного канала Тила и форта Паннерден | Нидерланды | 759  | 1996                          |
| 3 |             | Древние и первобытные буковые леса Карпат и других регионов Европы (англ. Ancient and Primeval Beech Forests of the Carpathians and Other Regions of Europe) | Включение 37 объектов в 10 странах | Австрия Албания Бельгия Болгария Босния и Герцеговина Германия Италия Польша Румыния Северная Македония Сербия Словакия Словения Украина Франция Хорватия Черногория Чехия Швейцария | 1133 | 2007 (расширен в 2011 и 2017) |

### Объекты, исключённые из списка
Объект «Ливерпуль — город мореходов и торговцев» стал третьим в истории, исключённым из списка Всемирного наследия, после Дрезденской долины Эльбы (Германия) и Резервата аравийской антилопы (Оман).
| # | Изображение | Название                                                                             | Примечание                                                      | Страна         | №    | Год внесения в список |
| - | ----------- | ------------------------------------------------------------------------------------ | --------------------------------------------------------------- | -------------- | ---- | --------------------- |
| 1 |             | Ливерпуль — город мореходов и торговцев (англ. Liverpool – Maritime Mercantile City) | Объект исключён из-за строительства комплекса Liverpool Waters. | Великобритания | 1150 | 2004                  |

## Изменения в списке всемирного наследия, находящегося под угрозой

### Объекты, внесённые в список
| # | Изображение | Название                                                                        | Причина включения                                                                           | Страна  | №    | Год внесения в список |
| - | ----------- | ------------------------------------------------------------------------------- | ------------------------------------------------------------------------------------------- | ------- | ---- | --------------------- |
| 1 |             | Горнопромышленный ландшафт Рошия-Монтанэ (англ. Roșia Montană Mining Landscape) | Внесён одновременно со включением в список всемирного наследия из-за проекта добычи золота. | Румыния | 1552 | 2021                  |

### Объекты, исключённые из списка
| # | Изображение | Название                                                                             | Примечание | Страна         | №    | Год внесения в список |
| - | ----------- | ------------------------------------------------------------------------------------ | --- | -------------- | ---- | --------------------- |
| 1 |             | Национальный парк Салонга (англ. Salonga National Park)                              | Объект был внесён в список в 1999 году из-за строительства и браконьерства. Исключён из-за отмены нефтяных концессий и усиления мер против браконьерства. | ДР Конго       | 280  | 1984                  |
| 2 |             | Ливерпуль — город мореходов и торговцев (англ. Liverpool – Maritime Mercantile City) | Объект был внесён в список в 2012 году из-за проекта комплекса Liverpool Waters. Объект исключён из-за лишения статуса объекта всемирного наследия.       | Великобритания | 1150 | 2004                  |

## Карты
- — объекты, внесённые в список всемирного наследия
- — объекты, находящиеся в списке всемирного наследия и получившие изменения
- — объекты, исключённые из списка всемирного наследия
- — объекты, внесённые в список всемирного наследия, находящегося под угрозой
- — объекты, исключённые из списка всемирного наследия, находящегося под угрозой

- — объекты, внесённые в список всемирного наследия
- — объекты, находящиеся в списке всемирного наследия и получившие изменения
- — объекты, исключённые из списка всемирного наследия
- — объекты, внесённые в список всемирного наследия, находящегося под угрозой